# Braunsapis madecassella
Braunsapis madecassella är en biart som beskrevs av Michener 1977. Braunsapis madecassella ingår i släktet Braunsapis och familjen långtungebin. Inga underarter finns listade.